# The Quantum Universe
The Quantum Universe (And Why Anything That Can Happen, Does) är en bok av den teoretiska fysikern Brian Cox och Jeff Forshaw. Boken syftar till att ge en förklaring av kvantmekaniken och dess inverkan på den moderna världen som är förståelig för den "allmänna läsaren". Författarna säger att "målet med denna bok är att avmystifiera kvantmekaniken".